# Ebrahim M. Samba
Ebrahim Malick Samba (* 27. Dezember 1932 in Bathurst; † 28. Juli 2016 in Banjul) war ein gambischer Mediziner und der regionale Direktor der Weltgesundheitsorganisation für Afrika.

## Leben
Samba studierte an der Universität von Ghana und National University of Ireland. 1963 bildete er sich in Edinburgh fort und kehrte dann im Jahr 1964 nach Gambia zurück, wo er 1978 zum Medizinischen Direktor des Landes ernannt wurde. Seit 1964 war er gleichzeitig an der Arbeit bei der Weltgesundheitsorganisation und in vielen Kommissionen beteiligt. Im Jahre 1980 wurde er zum Direktor des Onchocerciasis-Kontrol-Programmes für Westafrika gewählt, das er 14 Jahre lang leitete. Samba wurde 1995 zum regionalen Direktor der Weltgesundheitsorganisation für Afrika ernannt, eine Position, die er bis 2005, bis er in Ruhestand ging, innehatte. Luis Gomes Sambo aus Angola wurde sein Nachfolger.
Samba veröffentlichte zahlreiche wissenschaftliche Schriften. 1977/1978 war er dritter Präsident der Gambia Football Federation (GFA).
Bis zu seinem Tod war Samba Vorsitzender des Banjul Muslim Elders Committee. Auch im Board of Governors of the Gambia Muslim Association (GMA) war er dessen Vorsitzender. Er starb im Edward Francis Small Teaching Hospital in Banjul, bestattet wurde er auf dem Jeshwang Cemetery.

## Familie
Samba war verheiratet und hatte drei Kinder.

## Auszeichnungen
- 1992 – Balzan-Preis, Präventivmedizin
- 1992 – Africa Prize for Leadership for the Sustainable End of Hunger, Präventivmedizin